# Le Havre Athletic Club (kvinder)
Le Havre Athletic Club, forkortes Le Havre AC, er en fransk fodboldklub for kvinder, baseret i Le Havre. Den er kvindernes afdeling af herrernes Le Havre Athletic Club. Klubben spillede i Frankrigs næstbedste division, Division 2, i 2019-20 og vandt divisionen og rykkede op i Frankrigs bedste række, Division 1.
I september 2020 blev Laure Lepailleur udnævnt til leder af kvindesektionen i HAC. Hendes mission er at fortsætte udviklingen og struktureringen af kvindefodbold inden for Le Havre klubben..